# N140 (België)
De N140 is een gewestweg in de Belgische provincie Antwerpen en verbindt de R13 in Turnhout met de N153 in Lille. De totale lengte van de N140 bedraagt ongeveer 11 kilometer.

## Plaatsen langs de N140
- Turnhout
- Gierle
- Lille